# Férfi egyéni tőrvívás az 1896. évi nyári olimpiai játékokon
A legelső újkori olimpián, Athénban megrendezett 1896. évi nyári olimpiai játékokon a férfi egyéni tőrvívás egyike volt a három vívószámnak. 8 vívó indult 2 nemzetből.

## Eredmények

### Selejtezők

#### A csoport
| Helyezés | Vívó                                                  | SzT | KT | Gy | V |
| -------- | ----------------------------------------------------- | --- | -- | -- | - |
| 1        | Henri Callot · Franciaország (FRA)                    | 9   | 4  | 3  | 0 |
| Bronz    | Periklísz Pierákosz-Mavromihálisz · Görögország (GRE) | 7   | 4  | 2  | 1 |
| 3        | Ioannis Poulos · Görögország (GRE)                    | 5   | 7  | 1  | 2 |
| 4        | Henri Delaborde · Franciaország (FRA)                 | 3   | 9  | 0  | 3 |

| Mérkőzés | Győztes                                               | Tus | Vesztes                                               |
| -------- | ----------------------------------------------------- | --- | ----------------------------------------------------- |
| A1       | Periklísz Pierákosz-Mavromihálisz · Görögország (GRE) | 3–1 | Henri Delaborde · Franciaország (FRA)                 |
| A2       | Henri Callot · Franciaország (FRA)                    | 3–2 | Ioannis Poulos · Görögország (GRE)                    |
|          |                                                       |     |                                                       |
| A3       | Periklísz Pierákosz-Mavromihálisz · Görögország (GRE) | 3–0 | Ioannis Poulos · Görögország (GRE)                    |
| A4       | Henri Callot · Franciaország (FRA)                    | 3–1 | Henri Delaborde · Franciaország (FRA)                 |
|          |                                                       |     |                                                       |
| A5       | Henri Callot · Franciaország (FRA)                    | 3–1 | Periklísz Pierákosz-Mavromihálisz · Görögország (GRE) |
| A6       | Ioannis Poulos · Görögország (GRE)                    | 3–1 | Henri Delaborde · Franciaország (FRA)                 |

#### B csoport
| Helyezés | Vívó                                               | SzT | KT | Gy | V |
| -------- | -------------------------------------------------- | --- | -- | -- | - |
| 1        | Eugène-Henri Gravelotte · Franciaország (FRA)      | 9   | 5  | 3  | 0 |
| Bronz    | Athanásziosz Vúrosz · Görögország (GRE)            | 8   | 4  | 2  | 1 |
| 3        | Konstantinos Komninos-Miliotis · Görögország (GRE) | 5   | 7  | 1  | 2 |
| 4        | Georgios Balakakis · Görögország (GRE)             | 3   | 9  | 0  | 3 |

| Mérkőzés | Győztes                                            | Tus       | Vesztes                                            |
| -------- | -------------------------------------------------- | --------- | -------------------------------------------------- |
| B1       | Konstantinos Komninos-Miliotis · Görögország (GRE) | 3–1       | Georgios Balakakis · Görögország (GRE)             |
| B2       | Eugène-Henri Gravelotte · Franciaország (FRA)      | 3–2       | Athanásziosz Vúrosz · Görögország (GRE)            |
|          |                                                    |           |                                                    |
| B3       | Athanásziosz Vúrosz · Görögország (GRE)            | 3–1       | Georgios Balakakis · Görögország (GRE)             |
| B4       | Eugène-Henri Gravelotte · Franciaország (FRA)      | 3–2       | Konstantinos Komninos-Miliotis · Görögország (GRE) |
|          |                                                    |           |                                                    |
| B5       | Eugène-Henri Gravelotte · Franciaország (FRA)      | 3–1       | Georgios Balakakis · Görögország (GRE)             |
| B6       | Athanásziosz Vúrosz · Görögország (GRE)            | 3–0 (w/o) | Konstantinos Komninos-Miliotis · Görögország (GRE) |

### Döntő
A döntőt a két veretlen francia vívta.
| Mérkőzés | Győztes                                       | Tus | Vesztes                            |
| -------- | --------------------------------------------- | --- | ---------------------------------- |
| F        | Eugène-Henri Gravelotte · Franciaország (FRA) | 3–1 | Henri Callot · Franciaország (FRA) |